# Sketches
Sketches è il quinto album in studio della cantautrice norvegese Ane Brun, pubblicato nel 2008.

## Tracce
Testi e musiche di Ane Brun.
1. The Treehouse Song [Sketches Version] – 3:17
2. The Fall [Sketches Version] – 3:16
3. The Puzzle [Sketches Version] – 1:58
4. My Star [Sketches Version] – 2:39
5. Ten Seconds [Sketches Version] – 3:15
6. Changing of the Seasons [Sketches Version] – 4:30
7. Lullaby for Grown-Ups [Sketches Version] – 2:18
8. Raise My Head [Sketches Version] – 2:11
9. Armour [Sketches Version] – 3:56
10. Round Table Conference [Sketches Version] – 1:46
11. Gillian [Sketches Version] – 2:19
12. Don't Leave [Sketches Version] – 3:49
13. Linger with Pleasure [Sketches Version] – 2:23
14. Miss Moaning [Sketches Version] – 3:51
15. My Baby's Arms [Sketches Version] – 1:55